# Émile Forichon
Émile Forichon est un magistrat et homme politique français né le 17 novembre 1848 à Châteauroux (Indre) et mort le 11 juin 1915 dans son manoir d'Archy, commune de Mouhers (Indre).

## Biographie
Avocat au barreau de Châteauroux en 1872, bâtonnier de l'ordre en 1878, il entre dans la magistrature en 1879. Sa carrière est ensuite particulièrement rapide. 
Il est successivement procureur de la République à Châteauroux, avocat général à Bourges en 1880, procureur de la République à Nantes en 1882, procureur général à Bourges en 1883.
Protégé par Henri Brisson (natif de Bourges), il est choisi par celui-ci, alors garde des sceaux, comme secrétaire général du ministère de la Justice en 1885 et, l’année suivante, il est nommé conseiller à la Cour de Cassation. Il sera premier président de la Cour d'appel de Paris en 1898. Cette carrière aurait été « particulièrement rapide » (procureur général à 36 ans) grâce à sa haute dignité dans les loges. Dreyfusard convaincu, il était membre de la Chambre criminelle de la Cour de Cassation qui a cassé le 2 avril 1898 le verdict de condamnation de Zola à la suite de son "J'accuse… !" dans l'Aurore. Il participa aussi à l'arrêt sans renvoi qui innocenta Dreyfus en 1906.
Il est sénateur de l'Indre de 1900 à 1915, inscrit au groupe de l'Union Républicaine.
Personnage influent et, à ce titre, souvent cité dans la presse, il est adulé par les uns, taxé de clientélisme par ses adversaires politiques. Dans une chanson satirique de 1898 il est le « Grand Manitou » pour les humoristes du cabaret artistique castelroussin du Pierrot Noir.
Chevalier, officier, puis commandeur de la Légion d'honneur, il est membre du conseil de l'ordre en 1895. 
Émile Forichon est inhumé dans le cimetière Saint-Denis à Châteauroux (tombe abandonnée).
Son buste en marbre exécuté par le sculpteur Raoul Verlet (1857-1923) a figuré au Salon des artistes français de 1911. Un bronze correspondant est dans les réserves du musée d'Orsay.